# Гейфайнш
Гейфайнш (порт. Gueifães)  —  район (фрегезия) в Португалии,  входит в округ Порту. Является составной частью муниципалитета  Майа. Находится в составе крупной городской агломерации Большой Порту. По старому административному делению входил в провинцию Дору-Литорал. Входит в экономико-статистический  субрегион Большой Порту, который входит в Северный регион. Население составляет 11 532 человека на 2001 год. Занимает площадь 2,98 км².
Покровителем района считается Сан-Фауштину (порт. São Faustino).